# Kisbucsa, Zala
Kisbucsa  este un sat în districtul Zalaegerszeg, județul Zala, Ungaria, având o populație de 446 de locuitori (2011). 

## Demografie
Componența etnică a satului Kisbucsa
     Maghiari (100%)
Componența confesională a satului Kisbucsa
     Romano-catolici (64,13%)
     Fără religie (4,26%)
     Reformați (2,02%)
     Necunoscută (29,6%)
     Alte religii (2,24%)
Conform recensământului din 2011, satul Kisbucsa avea 446 de locuitori. Din punct de vedere etnic, majoritatea locuitorilor (100,0%) erau maghiari.  Din punct de vedere confesional, majoritatea locuitorilor (64,13%) erau romano-catolici, existând și minorități de persoane fără religie (4,26%) și reformați (2,02%). Pentru 29,6% din locuitori nu este cunoscută apartenența confesională.